# Clermont (Charlevoix-Est)
Pour les articles homonymes, voir Clermont.
Clermont est une ville canadienne au Québec, chef-lieu de la MRC de Charlevoix-Est, dans la région de la Capitale-Nationale. 

## Toponymie
Le nom de Clermont est ainsi donné en hommage au philosophe Blaise Pascal qui était originaire de Clermont-Ferrand.

## Histoire
L'auteur et poète québécois Félix-Antoine Savard est à l'origine de la fondation de Clermont en 1935. Toutefois, dès le début du XIXe siècle, l'endroit est peuplé par des colons qui pratiquent l'agriculture. À l'époque, le territoire de Clermont est appelé « Chute Nairne » et est rattaché à La Malbaie.
Avec le temps, des moulins à scie et à farine ont fait une percée sans oublier les commerces grâce à des artisans. Peu à peu, le potentiel hydroélectrique de la région mène à l'implantation de l'usine de pâtes et papiers. En 1909, Rodolphe Forget crée la East Canada Power and Pulp, ce qui permet au marché des pâtes et papiers de connaître un essor marquant.
|  |

À la demande des résidents de la Chute Nairne, Félix-Antoine Savard rédige une requête à l'évêque de Chicoutimi, Mgr Charles Lamarche, afin d'obtenir l'érection canonique d'une nouvelle paroisse à la Chute Nairne. La demande est acceptée le 18 septembre 1931 et la paroisse de Saint-Philippe-de-la-Chute-Nairn est formée. Le 16 février 1935, le gouvernement provincial accorde le droit de former une entité municipale distincte de La Malbaie par un décret d'érection civile. À ce moment, le nom de Clermont est officiellement retenu pour la nouvelle municipalité.  Le 11 mars 1935, une première élection a lieu.

## Géographie
Le territoire de la ville de Clermont est enclavé par le territoire de La Malbaie et s'étend de chaque côté de la rivière Malbaie.
La rivière Malbaie délimite le nord-ouest de la municipalité puis la traverse vers le sud-est.
À partir du La rivière Snigole coule du nord-est vers le sud jusqu'à sa confluence avec la rivière Malbaie au nord du centre-ville.
La rivière Jacob traverse la municipalité du nord-est vers le sud-ouest jusqu'à sa confluence avec la rivière Malbaie au centre-ville.

## Démographie
| 1996  | 2001  | 2006  | 2011  | 2016  | 2021  |
| ----- | ----- | ----- | ----- | ----- | ----- |
| 3 225 | 3 078 | 3 041 | 3 118 | 3 085 | 3 065 |

## Administration
Les élections municipales se font en bloc et suivant un découpage de six districts.
- Maire : Luc Cauchon
- Directrice générale : France D'Amour
- Corps policier : Sureté du Québec (SQ)

| Période                                  | Période  | Identité           | Étiquette | Qualité |
| ---------------------------------------- | -------- | ------------------ | --------- | ------- |
| novembre 2005                            | En cours | Jean-Pierre Gagnon |           |         |
| Les données manquantes sont à compléter. |          |                    |           |         |

| Clermont Maires depuis 2001                                                                                          |                    |         |          |
| Élection | Maire              | Qualité | Résultat |
| 2001 | Michel Mercier     |         | Voir     |
| 2005 | Jean-Pierre Gagnon |         | Voir     |
| 2009 | Jean-Pierre Gagnon | Voir    |          |
| 2013 | Jean-Pierre Gagnon | Voir    |          |
| 2017 | Jean-Pierre Gagnon | Voir    |          |
| 2021 | Luc Cauchon        |         | Voir     |
| Élection partielle en italique Depuis 2005, les élections sont simultanées dans toutes les municipalités québécoises |                    |         |          |

## Économie

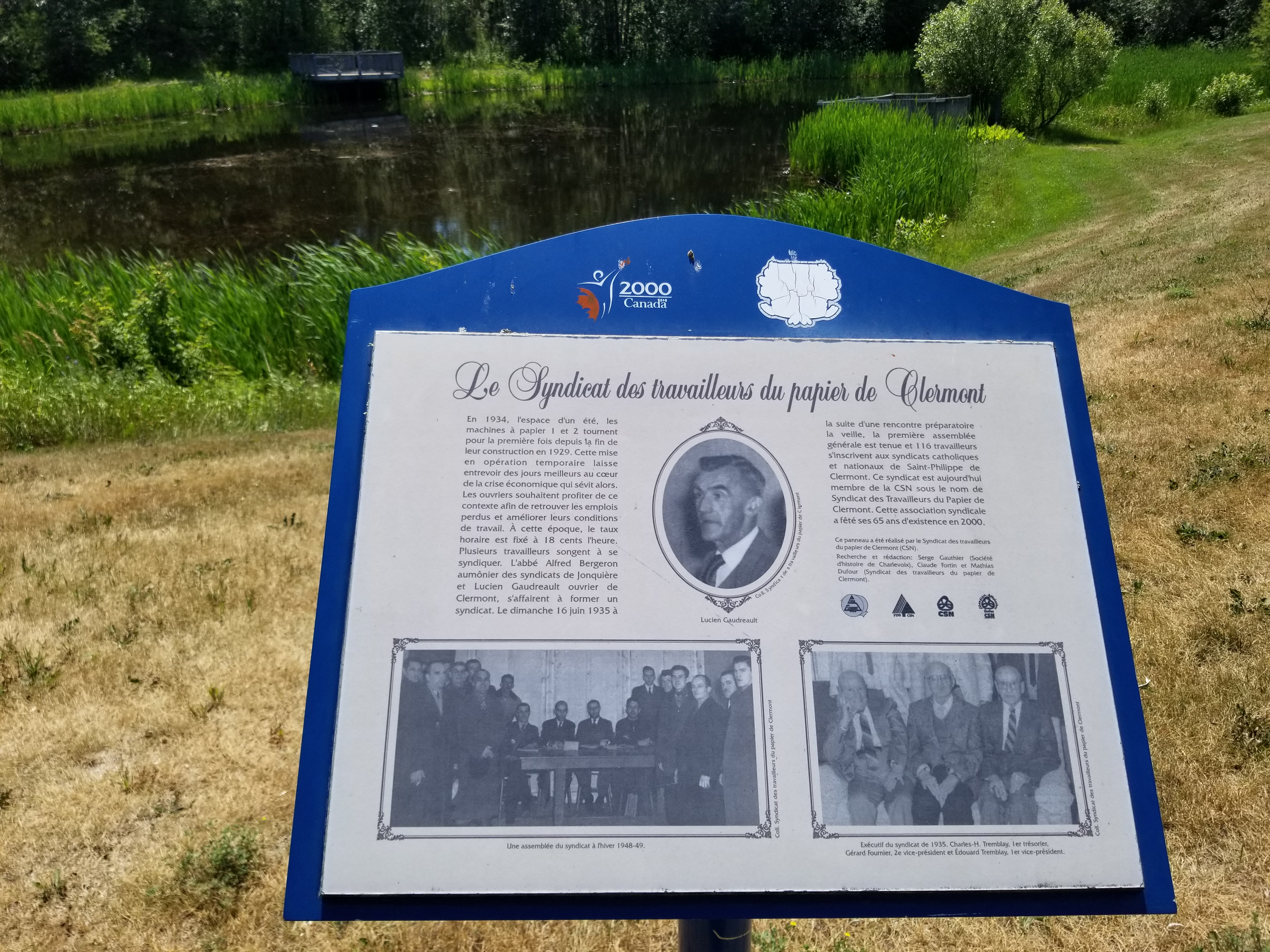
Affiche évoquant le Syndicat des travailleurs du papier de Clermont installée devant un petit lac au lac municipal de Clermont, sur la rive Ouest de la rivière Malbaie, sur le parcours de la piste cyclable.

L’usine de papiers de Produits forestiers Résolu constitue le principal moteur économique de la ville et de la région. Cependant, le parc industriel de Clermont fournit une bonne quantité d'emplois aux Clermontois.  Clermont est également le terminus du chemin de fer Charlevoix et on y retrouve un centre de transbordement intermodal (route-rail), où transite surtout du bois.

## Loisirs
La localisation de la ville de Clermont la rend propice à des activités de plein air de toutes sortes. Tout d'abord, les pêcheurs sont choyés en raison de la présence d'une rivière à saumons; la rivière Malbaie. D'ailleurs, cette rivière est le point central de diverses activités dont la Fête de la Pêche. D'autres activités de plein air sont aussi réalisables comme la randonnée pédestre. Un aréna est mis à la disposition des amateurs de hockey et de patin. La ville de Clermont accueille également les Éclairs de Charlevoix, une équipe de la Ligue de Hockey Senior du Lac au Fleuve.

## Attrait touristique

### Cratère de Charlevoix
Les curieux et les amateurs de science voudront certainement explorer et comprendre le cratère de Charlevoix dans lequel se trouve la ville de Clermont. Le cratère de Charlevoix est un cratère météoritique de 56 km créé il y a 350 millions d'années par l'impact d'une météorite de 2 km de diamètre.
En juillet et en août, à partir de Baie Saint-Paul, il est possible de participer quotidiennement à des visites commentées du cratère organisées par un organisme scientifique à but non lucratif. Ces visites permettent de découvrir la géologie de la région, l'origine du cratère, les aménagements humains qui sont rendus possibles grâce au cratère ainsi que la flore diversifiée de la région qui est aussi la conséquence de la présence du cratère. Durant le reste de l'année, les mêmes visites sont organisées sur demande.

### Monument d'Alexis Lapointe, dit le Trotteur

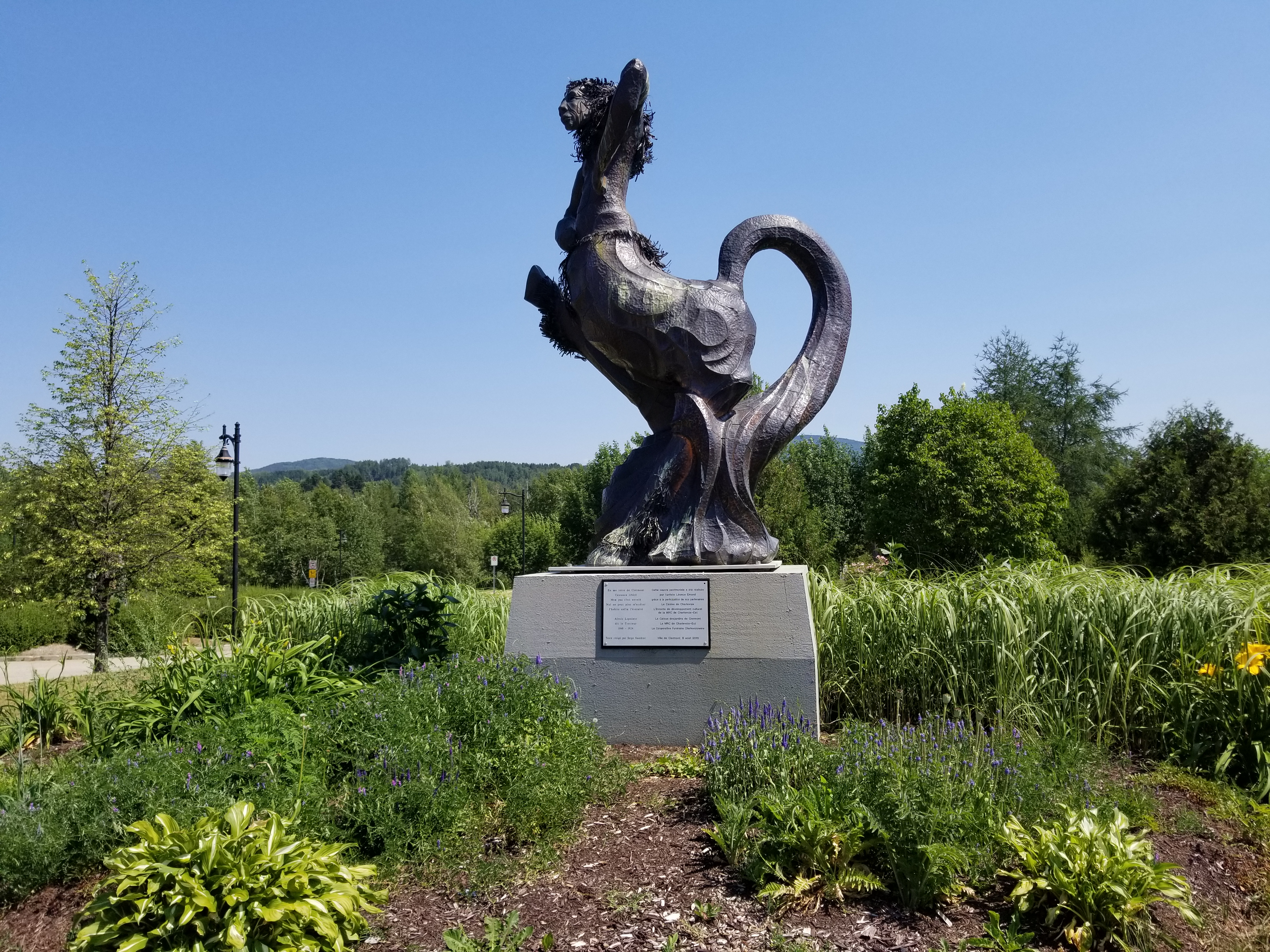
Monument érigé en l'honneur d'Alexis Lapointe (1860-1924) au parc municipal Des Berges.

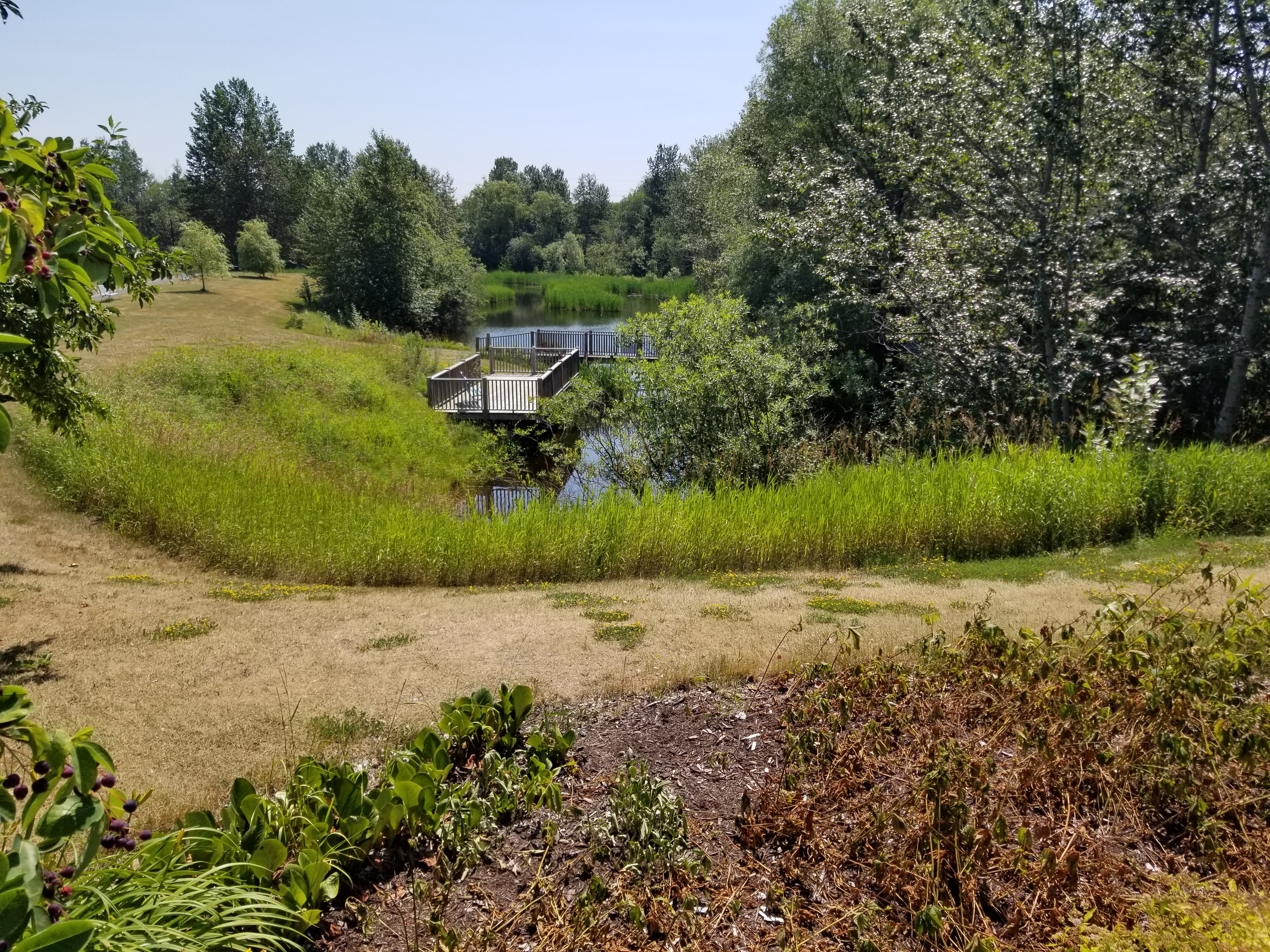
Le parc des berges de Clermont.

Le 8 août 2010, un monument a été inauguré au parc municipal Des Berges de la ville de Clermont, près de la rivière Malbaie, pour évoquer le souvenir d'Alexis Lapointe, dit le Trotteur (1860-1924). Ce dernier était réputé être l'un des plus grands coureurs de son époque, ayant réalisé plusieurs exploits sportifs.

### Rivière Malbaie

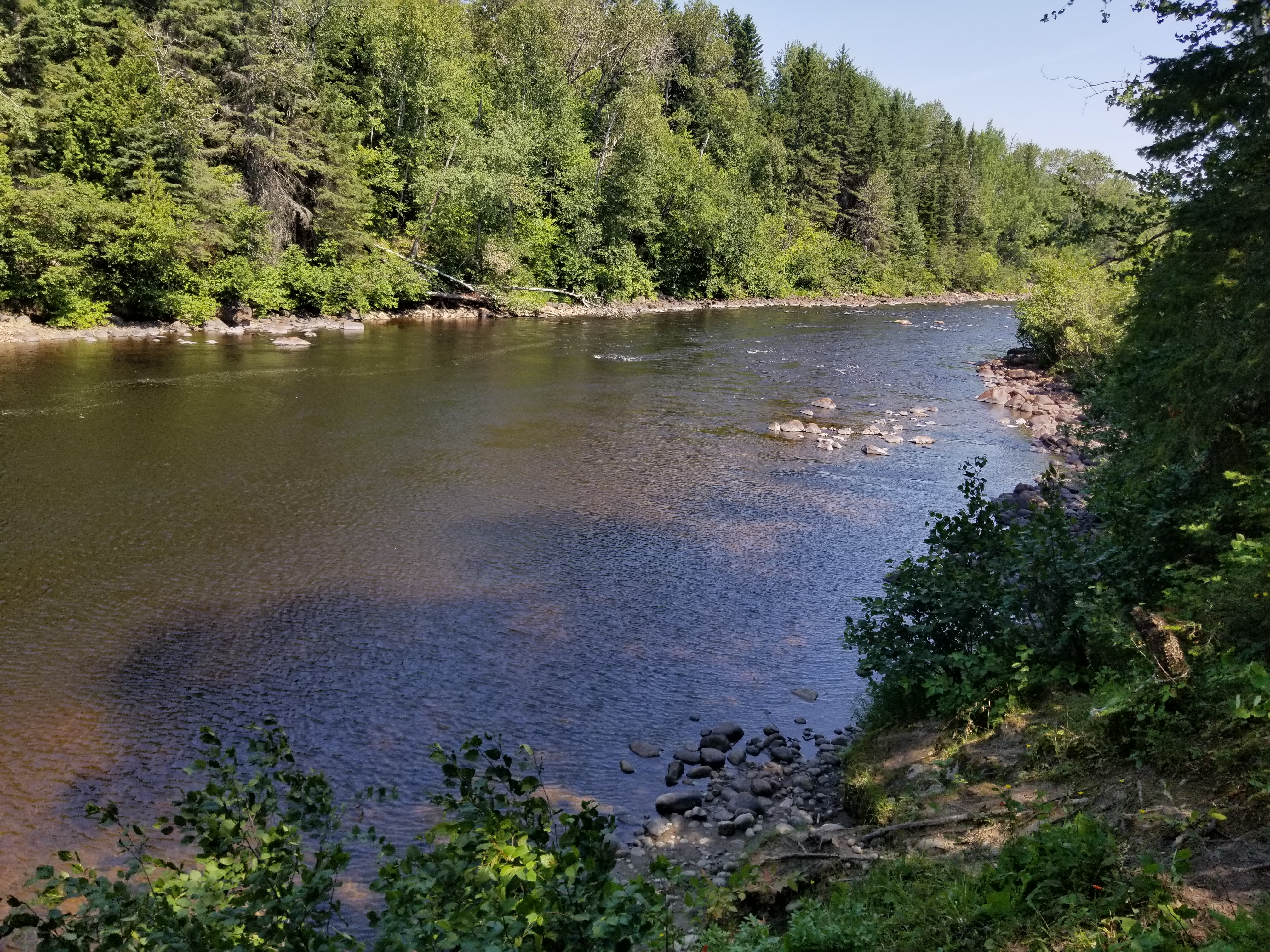
La rivière Malbaie près du parc municipal.

La rivière Malbaie qui traverse la ville de Clermont vers le Sud, constitue une belle attraction pour les activités récréotouristiques, notamment la pêche au saumon ou à la ouananiche. Une piste cyclable généralement en zone boisée longe la rive Ouest de la rivière Malbaie en passant notamment dans le parc municipal Des Berges, contournant quelques petits plans d'eau et le centre de traitement des eaux, jusqu'au pont enjambant la rivière.